# چندضلعی متساوی‌الاضلاع
در هندسه، متساوی‌الاضلاع به یک چندضلعی گفته می‌شود که تمام اضلاعش با هم برابر باشند. برای مثال مثلث متساوی‌الاضلاع یا لوزی.
مثلث متساوی‌الاضلاع (سه‌گوش سه‌پهلوبرابر):
برابر فارسی سره برای چندضلعی متساوی‌الاضلاع، چندپهلوی برابرپهلو است.
هر چندضلعی متساوی‌الاضلاع که محاطی نیز باشد یک چندضلعی منتظم خواهد بود.
یک چهارپهلوبرابر یا لوزی:

## برخی چندوجهی‌ها با وجوه چندضلعی متساوی الاضلاع

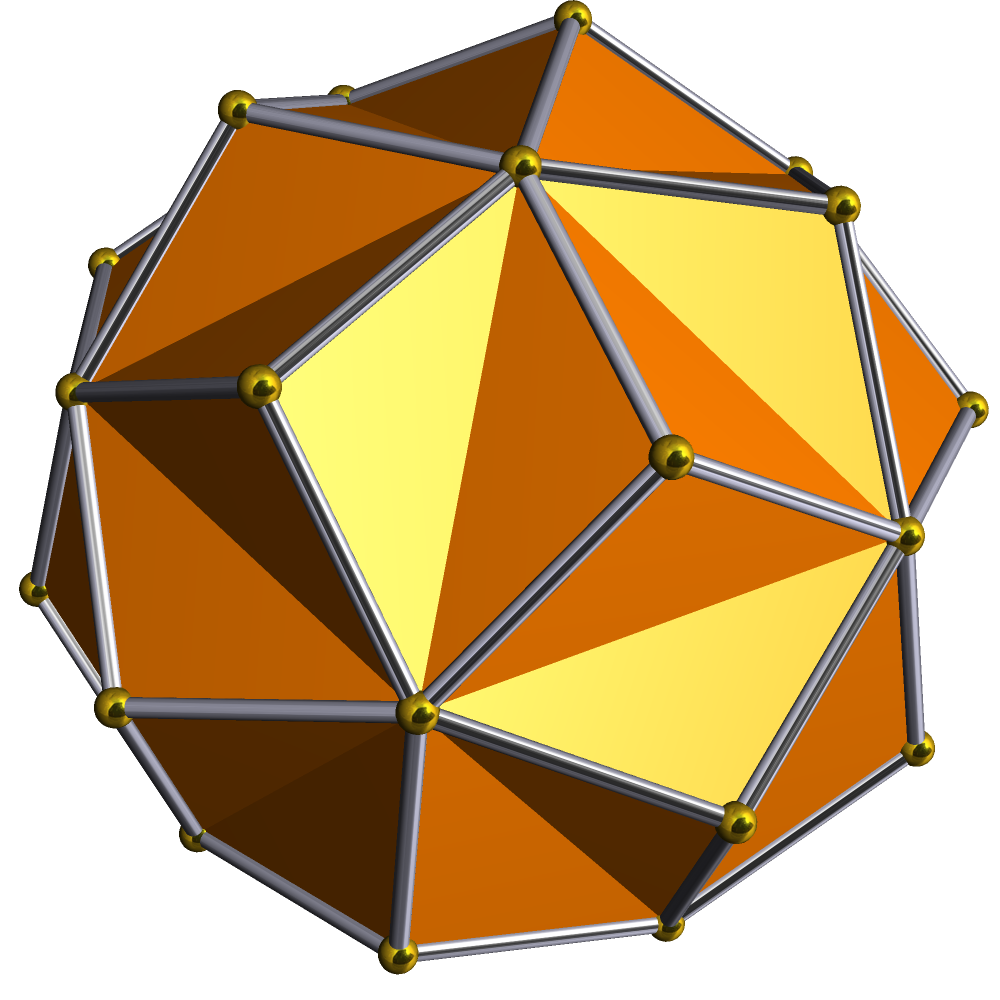
بیست‌وجهی تریامبیک کوچک
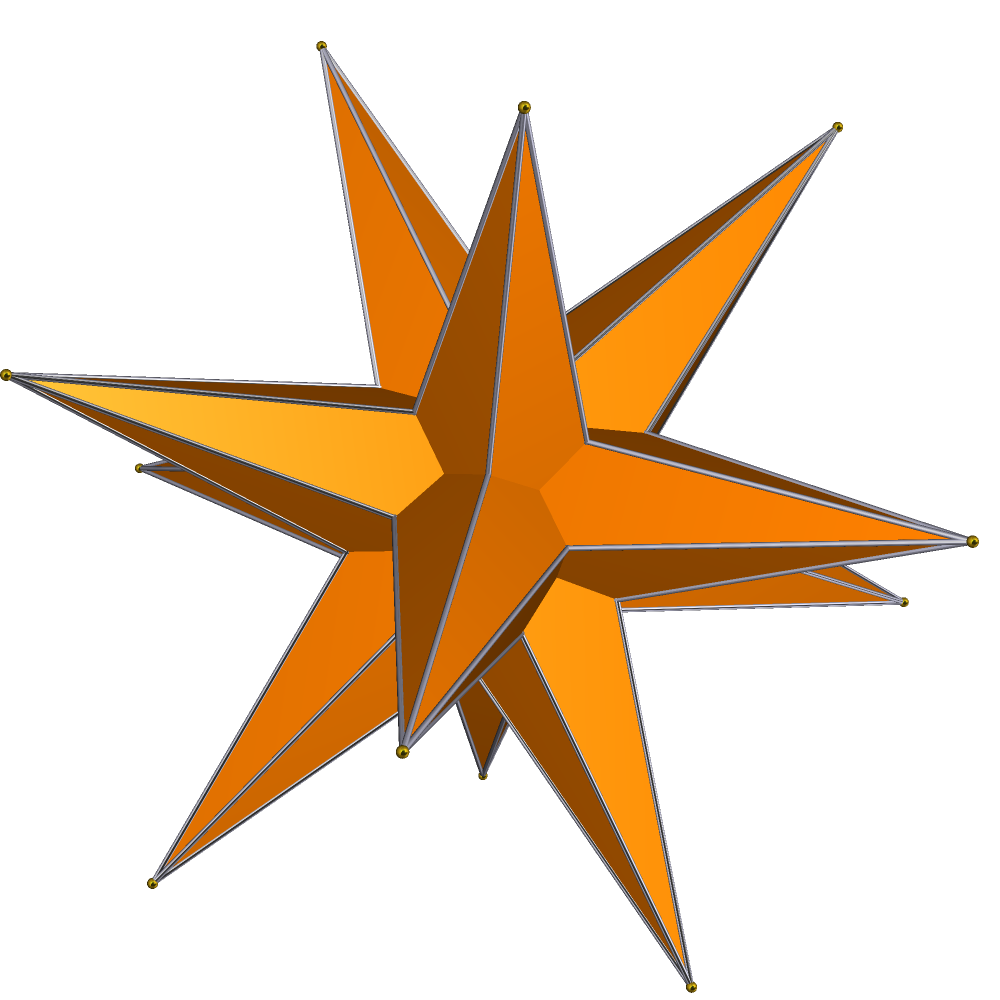
بیست‌وجهی تریامبیک متوسط
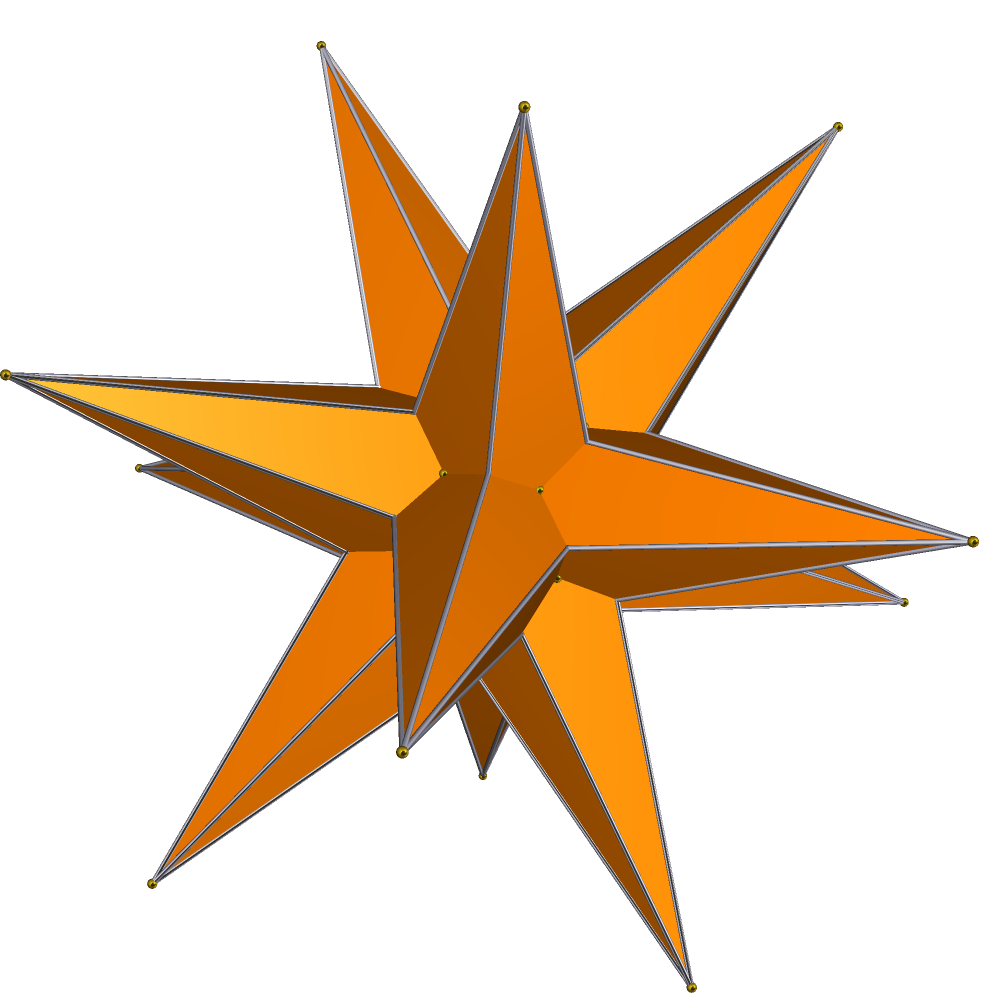
بیست‌وجهی تریامبیک بزرگ